# Goffredo Nannini
Goffredo Nannini (Marradi, 8 aprile 1917 – 25 febbraio 1974) è stato un politico italiano.

## Biografia
Esponente della Democrazia Cristiana, dal 1960 al 1967 ricoprì l'incarico di consigliere comunale a Firenze.
Fu deputato per due legislature: nel 1964 subentrò a Nicola Pistelli, deceduto in carica (avendo ricevuto 13.288 preferenze alle politiche del 1963); alle politiche del 1968 fu rieletto (con 16.703 preferenze) in seguito all'opzione di Piero Bargellini per il Senato.
Terminò il mandato parlamentare nel 1972.